# Anopheles tenebrosus
Anopheles tenebrosus är en tvåvingeart som beskrevs av Donitz 1902. Anopheles tenebrosus ingår i släktet Anopheles och familjen stickmyggor. Inga underarter finns listade i Catalogue of Life.